# Bugyfalva
Bugyfalva, románul: Budești település Romániában, a Partiumban, Arad megyében.

## Fekvése
Honctőtől délkeletre fekvő település.

## Története
Bugyfalva nevét 1441–1445 között említette először oklevél Bodyafalva néven. 1525-ben Boghestfalwa, 1601-ben Bogyest, 1760–1762 között Boszes, 1808-ban Bogyesd, 1913-ban Bugyfalva néven írták.
1910-ben 311 görögkeleti ortodox román lakosa volt.
A trianoni békeszerződés előtt Arad vármegye Nagyhalmágyi járásához tartozott.

## Látnivalók
- 1772-ben épült ortodox fatemploma a romániai műemlékek listáján az AR-II-m-A-00592 sorszámon szerepel.[2]